# Smart FM
Smart Radio a fost un post de radio din România. A fost lansat în iulie 2007, sub numele de Smart FM, de Valentin Nicolau, fost președinte al TVR, care deținea și Editura Nemira.
În anul 2007, Smart FM a avut o cifră de afaceri de 4,5 milioane de lei și un profit net de 0,3 milioane de lei.
După decesul lui Nicolau în 2015, radioul a fost cumpărat de la familia acestuia de ziaristul Marius Tucă. Acesta a și prezentat emisiunea matinală, alături de actorul Marius Manole, apoi de actrița Rodica Mandache.
În februarie 2019, Tucă l-a adus partener pe Adrian Sârbu. Smart FM a devenit Smart Radio în iunie 2019, iar în echipă au fost aduși Vlad Craioveanu, Alexandru Anghel, George Mihalcea, Ioana Voicu, Dan Pavel, Cosmin Dominte (aka Jazz8), Iulia Pârlea și Andreea Vădineanu. Postul a preluat un format de știri și programe jurnalistice de cultură urbană, ce aduc informații despre viața socială, economie, politică, lifestyle etc.
În 2022, Sârbu și Tucă s-au separat, iar postul de radio a intrat în mari dificultăți financiare. Din cauza datoriilor la stat, și-a pierdut pe rând licențele de emisie pe frecvențele 103.1 MHz pentru Snagov, 95.9 MHz pentru Ploiești și 88.7 MHz pentru Târgoviște, rămânând doar cu 107.3 MHz pentru București.
Societatea care opera licența de radio, Radio Smart SRL, a intrat în faliment, iar lichidatorul judiciar al societății a notificat astfel Consiliul Național al Audiovizualului  cu privire la încetarea emisiei începând cu 3 martie 2025.